# I Fine..Thank You..Love You
I Fine..Thank You..Love You là bộ phim điện ảnh hài Thái Lan công chiếu vào năm 2014, bởi Mez Tharatorn làm đạo diễn. sản xuất bởi GTH – hãng phim từng sản xuất bộ phim ma "Tình người duyên ma" từng gây sốt khu vực Châu Á, trong đó có khán giả Việt Nam vào năm 2013. Một bộ phim hài khá nhảm, nhưng lại được lòng khán giả trẻ bởi tạo hình ngộ nghĩnh của các nhân vật trong phim.

## Nội dung
Pleng - là một gia sư tiếng Anh xinh đẹp và yêu kiều. Cuộc sống thường ngày của cô biến đổi bất ngờ khi cô được một học trò người Nhật tên Kaya nhờ giúp đỡ để có thể chia tay bạn trai người Thái của mình tên là Gym. Tuy nhiên cô vướng phải rắc rối sau khi dịch hộ bức thư chia tay của bạn gái Gym gửi cho anh. Gym vì không tin nên đã yêu cầu Pleng phải làm gia sư tiếng Anh cấp tốc cho mình để có thể nói chuyện rõ ràng với cô bạn gái. Không may là Gym không hiểu tiếng Anh nên học trò của Pleng đã ghi âm tin nhắn thoại và nhờ Pleng phiên dịch cho anh ấy. Cùng lúc đó, Pleng rơi vào lưới tình với một học trò khác của cô, Pruek - anh chàng đẹp trai đến từ một gia đình danh giá. Cậu là một người lãng mạn luôn tìm cách để làm Pleng ngạc nhiên. Theo kiểu hẹn hò giữa "lọ lem và hoàng tử". Pruek hào hoa, giàu có, bảnh bao lại rất chu đáo. Thời gian ở cạnh nhau giữa Pleng và Gym bắt đầu có tình cảm đặc biệt khó có thể lí giải được. Và khi Gym đã đủ tự tin để nói chuyện với người yêu của anh thì cũng là lúc anh nhận ra tình cảm của mình dành cho Pleng là tình yêu chân thực.
Sự hoàn hảo quá mức của "hoàng tử" khiến "lọ lem" phát hoảng nên tìm cách rút lui. Trong khi đó ngày phỏng vấn của Gym đã tới. Đi hay ở lại? và liệu rằng "Khi Lọ Lem từ chối Hoàng tử để yêu một anh kỹ sư" thì liệu rằng sẽ có Happy ending hay không?

## Diễn viên
- Preechaya Pongthananikorn vai Pleng
- Sunny Suwanmethanon vai Gym
- Sora Aoi vai Kaya
- Puttachat Pongsuchat vai Tui
- Popetorn Soonthornyanakij vai Pruek
- Puttachat Pongsuchat vai Nui
- Gornpop Janjaroen
- Kunyada Tawiya
- Anuparp Suriyathong
- Kolakod Oupokin

## Ca khúc
- ABC ชักกระตุก - Ice, Sunny, นิว, หมวดแวน
- Walk You Home - Surasee Itthikul